# Cabot comú
El cabot comú, gobi de fang, bobi, burret, burro, burro de fang, cabot, ruc, cabot de fang, calacabot, gòbit, gòmbit, gòmit o ruc de fang (Gobius paganellus) és una espècie de peix de la família dels gòbids i de l'ordre dels perciformes.

## Morfologia
- Els mascles poden assolir els 12 cm de longitud total
- El cos és allargat i cilíndric
- El cap és una mica aplanat
- La boca es troba inclinada
- Els orificis nasals poden presentar petits tentacles
- Les dues aletes dorsals es troben una a continuació de l'altra. Les pectorals tenen els primers radis lliures, són llargues i grosses i arriben fins a la segona dorsal. Les pèlviques s'han modificat en forma de ventosa. L'anal és quasi tan llarga com la segona dorsal.
- És de color marró amb tons verdosos i taques vermelles tant en el cos com a les dorsals[3][4]

## Reproducció
És ovípar i la maduresa sexual li arriba cap als 2-3 anys. La reproducció té lloc de gener a juny a la mar Mediterrània, i d'abril a juny a la zona del Canal de la Mànega. La posta es fa davall pedres o copinyes i el mascle s'encarrega de protegir els ous fins que es desclouen (al voltant de 20 dies). Les larves (de 4-5 mm) són planctòniques.

## Alimentació
Menja petits crustacis i poliquets.

## Hàbitat
És bentònic: preferentment apareix al litoral rocallós poc profund, a l'interior de ports i a cubetes litorals on pot resistir canvis de salinitat (pot tolerar l'aigua dolça) i temperatura (tot i que la seva temperatura òptima de l'aigua oscil·la entre els 8 i els 24 °C). També es pot trobar, en menor nombre i a major fondària (30 m), en els esculls de corall.

## Distribució geogràfica
Es troba des de l'oest d'Escòcia fins al Senegal, incloent-hi Cap Verd, les Canàries, Madeira i les Açores. També a la mar Mediterrània, a la mar Negra i, des de l'obertura del Canal de Suez, també al Mar Roig i al Golf d'Aqaba.

## Costums
- És sedentari[11]
- Pot compartir el seu territori amb altres espècies de gòbids, com ara Gobius auratus, etc.[6]

## Conservació
Apareix com a espècie en «risc mínim» a la Llista Vermella de la UICN.

## Pesca
Es pesca amb ham i tremalls accidentalment.

## Observacions
- Té una longevitat de 10 anys[14]
- Sembla probable que pugui produir híbrids amb el cabot de roca (Gobius cobitis)[6]